# M60 (tanc)
M60 este un tanc principal de luptă din a doua generație care a fost folosit pe scară largă de către SUA și aliații săi din timpul Războiului Rece. A fost introdus în uz în luna decembrie a anului 1960. Tancul se află în continuare în dotarea mai multor țări, cu toate că a fost înlocuit de modelul M1 Abrams în armata americană. Contrar opiniei populare, tancul M60 nu aparținea oficial de seria Patton, deși denumirea greșită M60 Patton este folosită frecvent.

## Proiectare

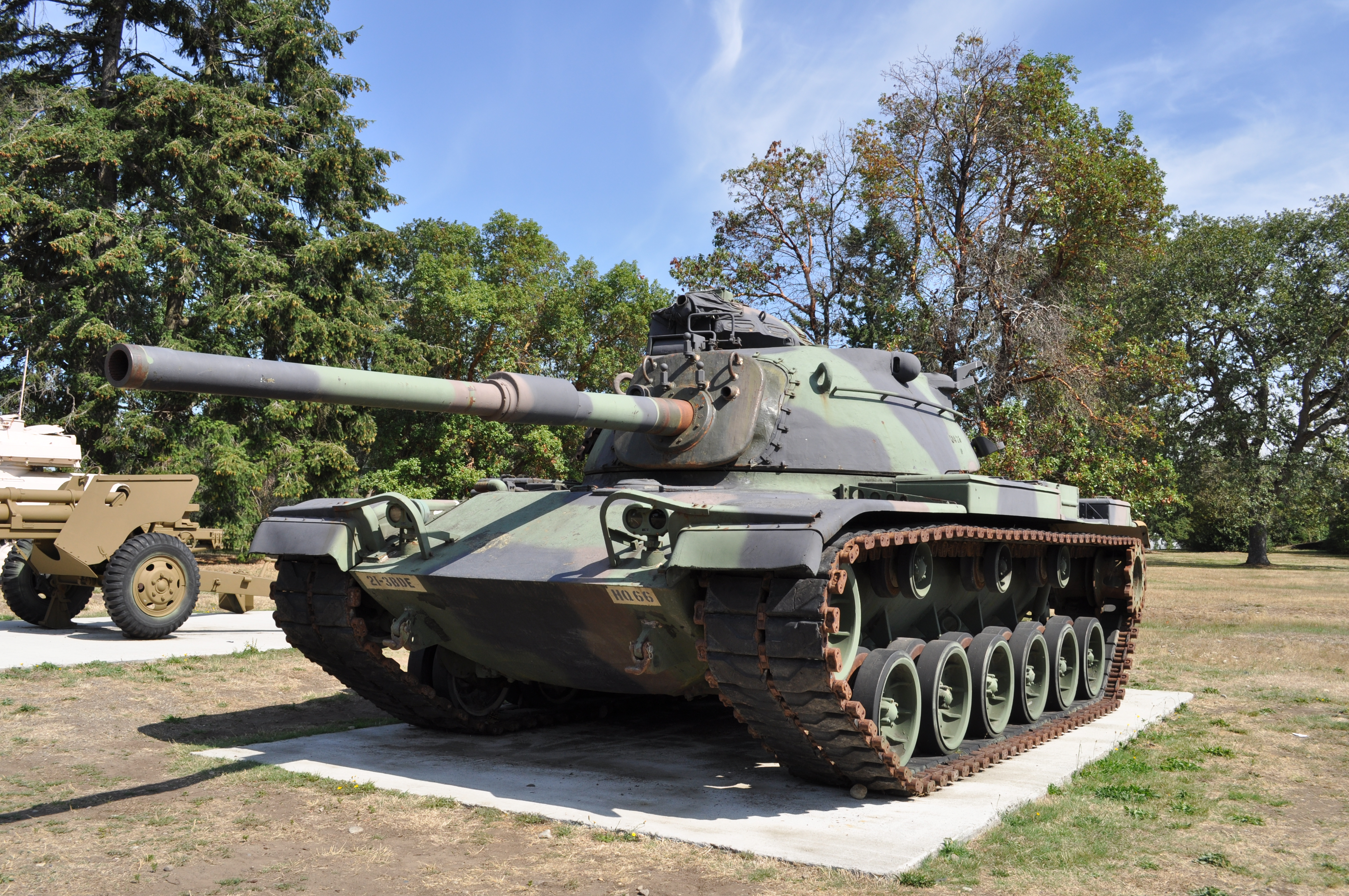
M60, modelul de bază

Tancul M60 este o îmbunătățire a seriei de tancuri Patton (M46, M47 și M48 Patton) a cărei origine este tancul greu M26 Pershing, apărut la sfârșitul celui de-al Doilea Război Mondial. La începutul anului 1956, Departamentul de Apărare a decis ca tancul M48 Patton să fie îmbunătățit pentru a fi competitiv cu noile tancuri, precum modelul sovietic T-54. În plus, era necesară standardizarea tancurilor, fiindcă armata americană avea în dotare mai multe tipuri: tancuri ușoare (M41 Walker Bulldog), medii (M4 Sherman, M47 și M48 Patton) și grele (M103). Decizia de a folosi modelul M48 pentru dezvoltarea noului tanc principal de luptă a fost luată deoarece acest model era cel mai avansat tanc aflat la dispoziția forțelor terestre ale SUA. În plus, era mult mai eficientă o îmbunătățire a modelului M48 Patton decât proiectarea unui tanc de la zero.
Noul tanc, denumit M60, urma să fie dotat cu un tun Royal Ordnance L7 (fabricat în SUA sub licență cu denumirea M68) de calibru 105 mm cu ejector de gaze, un motor diesel și un blindaj superior. Primul model era practic un M48A2 dotat cu motor diesel și tun de 105 mm. Următorul model, M60A1, avea o turelă nouă, îmbunătățită și un blindaj mai gros. Varianta M60A2 era dotată cu un tun/lansator de rachete antitanc teleghidate de calibru 152 mm (similar cu cel montat pe tancul ușor M551 Sheridan), însă nu s-a dovedit a fi un vehicul de succes, fiind retras din uz în 1980. Majoritatea tancurilor din varianta M60A2 au fost transformate în M60A3, versiunea finală a tancului M60. M60A3 avea numeroase îmbunătățiri, precum un sistem de conducere a focului computerizat, telemetru laser și camere termice pentru vedere pe timp de noapte.
La apariția tancului M1 Abrams, tancurile din seria M60 au fost transferate treptat de la unitățile active ale armatei americane și infanteriei marine la Garda Națională, fiind folosite până în 1997.

## Utilizare în luptă

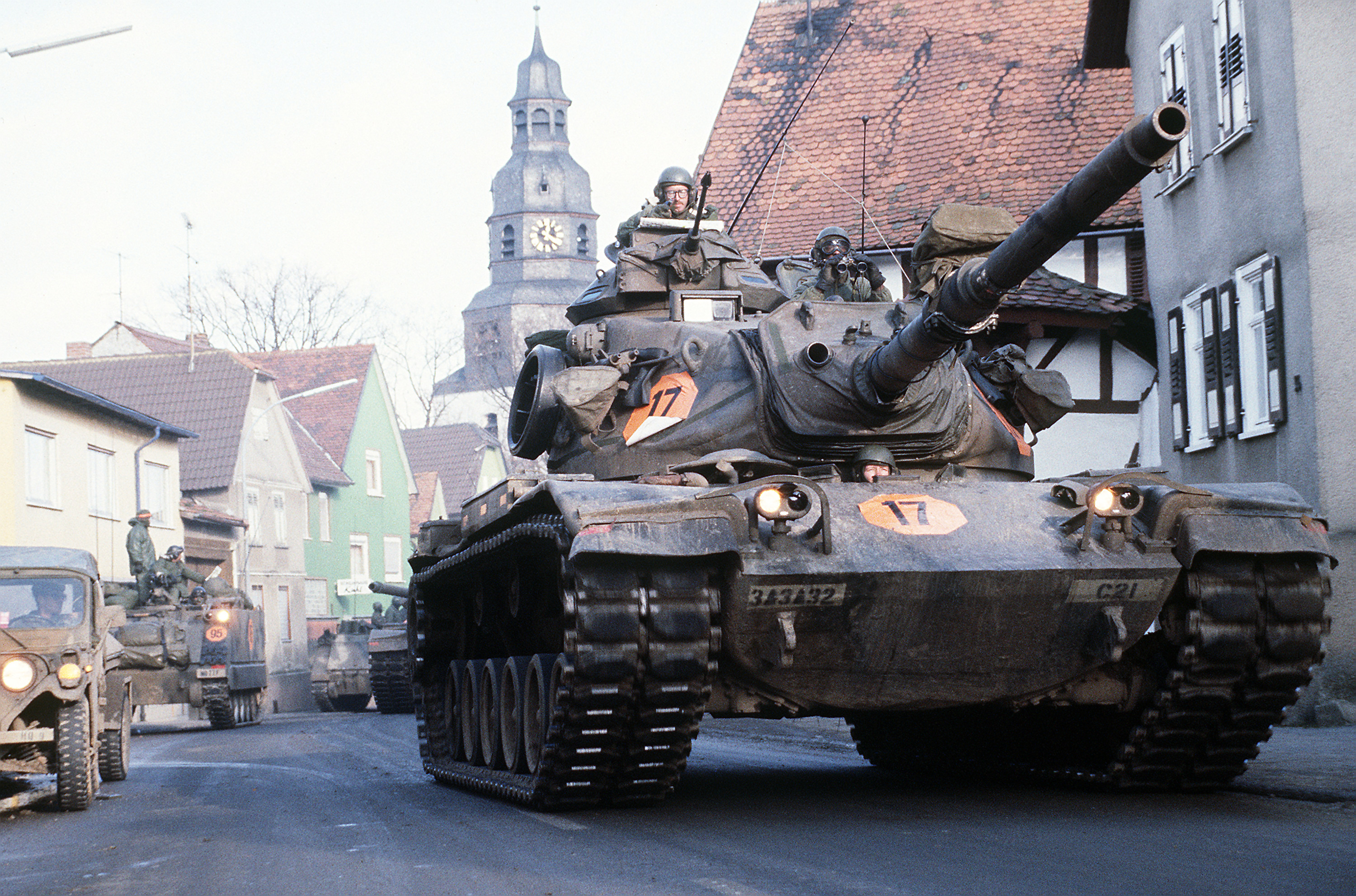
M60A3 pe străzile înguste ale unui oraș din Germania în timpul exercițiului militar multinațional REFORGER '85.

În timpul Războiului de Iom Kipur din 1973, echipajele israeliene au sesizat mai multe deficiențe ale tancului. Principala problemă era blindajul insuficient, tancul fiind vulnerabil la rachetele antitanc ale infanteriei. Tancul britanic Centurion era considerat a fi superior modelului M60 la acest capitol. O altă problemă a fost legată de sistemul hidraulic de rotire a turelei. Uleiul folosit de acest sistem hidraulic lua foc când un proiectil perfora blindajul. Deși M60 s-a dovedit a fi mai mult decât capabil în confruntările cu tancurile T-54/55, acest rezultat poate fi atribuit și instrucției superioare a tanchiștilor israelieni. Israelul are în dotare în prezent o variantă îmbunătățită a tancului M60, denumită Magach.
În timpul Operațiunii "Furtună în Deșert", tancurile M60 americane s-au dovedit a fi superioare tancurilor irakiene T-55, T-62 și T-72. A existat chiar și un caz în care un proiectil APFSDS tras de un M60 a perforat blindajul frontal al unui tanc T-72 și a ieșit prin spatele tancului, însă acest lucru s-a întamplat la distanță mică. Tancurile M60 au fost folosite în acest război de către infanteria marină americană, forțele terestre fiind echipate cu tancul M1 Abrams.

## Utilizatori

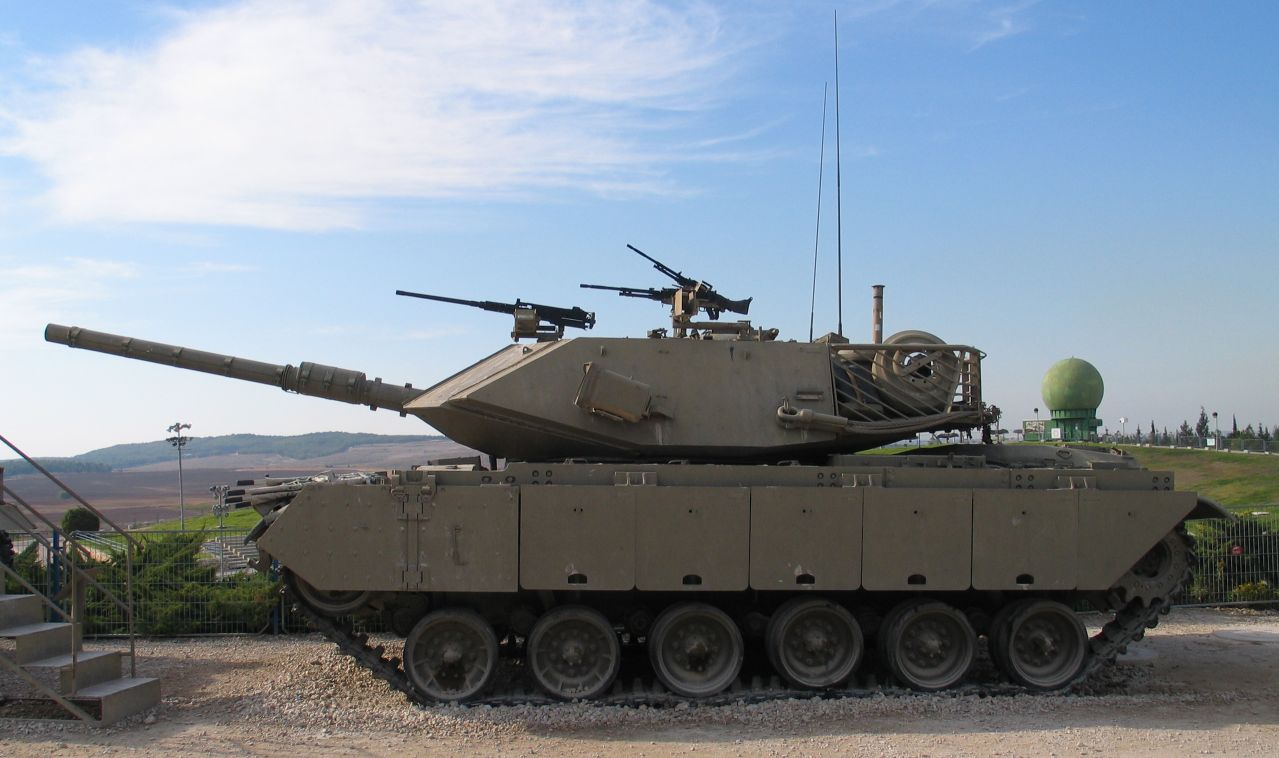
Tancul israelian Magach 7

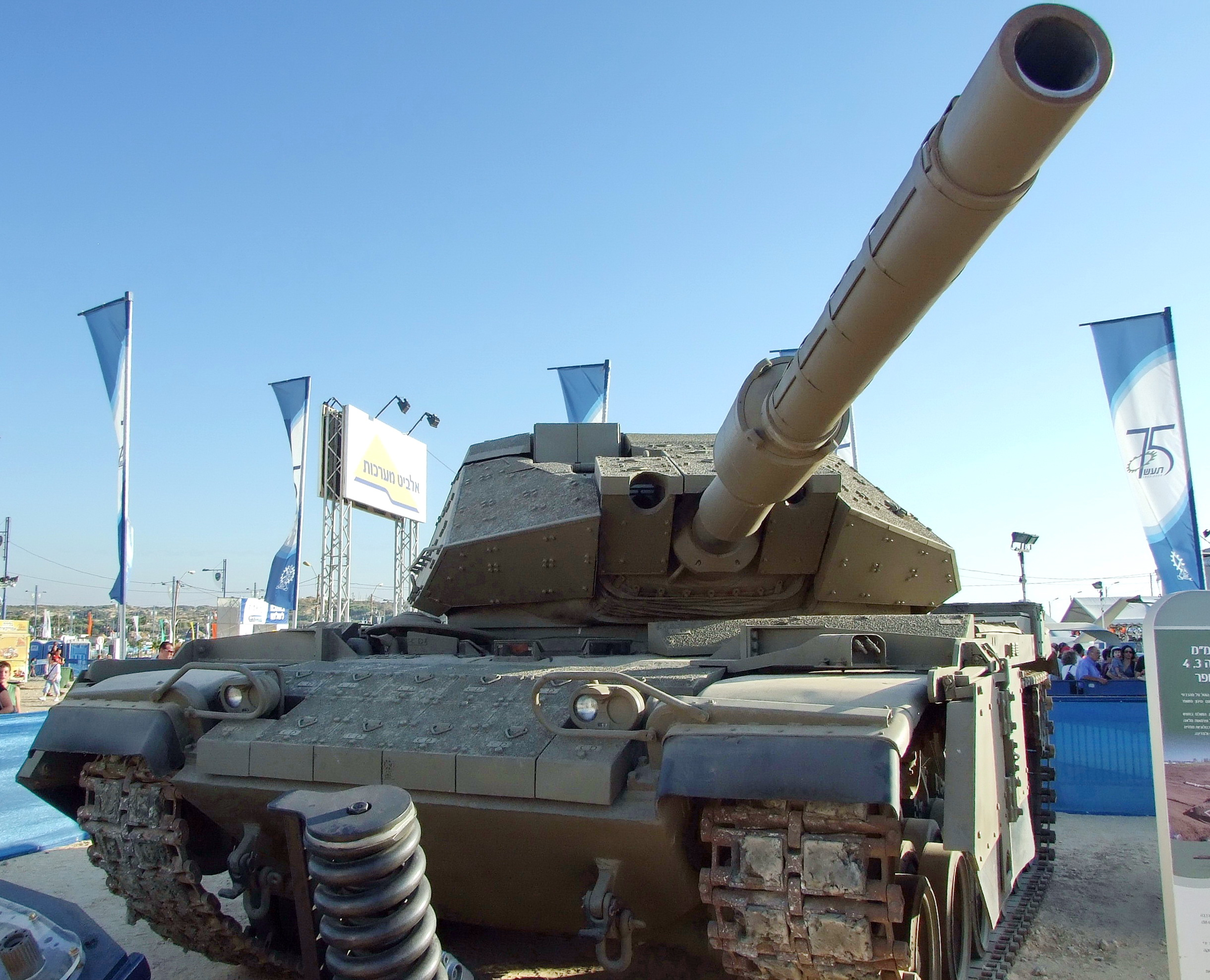
Turcia a modernizat recent 170 de tancuri M60. Acestea sunt denumite M60T "Sabra"

- Afganistan - 13 tancuri M60A3 donate de Grecia
- Bosnia și Herțegovina - 45 M60A3
- Bahrain,  - 180 M60A3
- Brazilia - 91 M60A3 TTS[5]
- Egipt - 2,500 M60A3\M60A1[6]
- Iran - 150 M60A1[7]
- Israel - 711 Magach 6 Archuv și Magach 6 Archuv 2, 111 Magach 7 (încă 74 vor fi gata până în 2010).[8]
- Iordania - 250
- Liban - 66[9] din seria A3, primele 10 bucăți au ajuns pe 22 mai 2009.[10]
- Maroc - 340 M60A3
- Oman - 73
- Portugalia - 100 M60A3 TTS (vor fi înlocuite)
- Arabia Saudită - 450 M60A1 și M60A3
- Spania - 17 M60A3TTS (Infanteria Marină), 38 M60CZ-10/25E, 7 M60A1 AVBL, 12 M60VLPD-26/70E (Forțele terestre)
- Sudan - 20
- Taiwan- 450 M60A3 TTS[11]
- Thailanda - 178 M60A3 de la armata SUA
- Tunisia - 84
- Turcia - 925 M60A3TTS/M60A1 (cu unele îmbunătățiri)
- Yemen - 240

### Foști utilizatori
- Austria
- Grecia Retrase din uz în luna iunie a anului 2009 (13 bucăți au fost donate Afghanistanului, restul vor fi casate)
- Italia
- Statele Unite ale Americii Retrase din serviciul activ în 1997, câteva sunt în rezervă.
- Etiopia